# Лайънс
Лайънс (на английски: Lyons) е град в окръг Боулдър, щата Колорадо, САЩ. Лайънс е с население от 1585 жители (2000) и обща площ от 3,2 km². Намира се на 1637 m надморска височина. ЗИП кодът му е 80540, а телефонният му код е 303, 720.